# Чрний Врх (Ідрія)
Чрний Врх (словен. Črni Vrh, «Чорний Верх») — поселення в общині Ідрія регіону Горишка, Словенія. Висота над рівнем моря: 734,4 м. Біля поселення розташована однойменна обсерваторія.